# 朱雀院
朱雀院（すざくいん）は、平安時代の天皇の累代の後院のひとつ。
朱雀大路西、三条大路南・四条大路北・皇嘉門大路東に位置し、右京四条一坊一町から八町の8町を占めた（これは大内裏に次ぐ規模である）。建物は寝殿造で、内裏に準じて仁寿殿、宜陽殿などもあったことが知られる。

## 沿革
嵯峨天皇の時代（承和年間頃）に成立したと見られ、宇多天皇が整備して譲位後に居住。後に朱雀天皇が修理、同じく譲位後に居住した。天暦4年（950年）火災に遭い、その後村上天皇により再興。しかし円融天皇以降は後院として使われることはなく次第に荒廃、その役割を里内裏に譲った。